# Barthélémy Dorez
Pour les articles homonymes, voir Dorez.
 (avril 2016).
Barthélémy Dorez, né à Talcy (Orléanais) en 1660 et mort à Lille (comté de Flandre) en 1729, est un faïencier français, cofondateur de la seconde manufacture de Faïence et la première de Porcelaine de Lille en 1711. 

## Biographie
Deuxième enfant de monseigneur Dorez (1640-avant 1670) et de son épouse Anne Simon (1638-1670), Barthélémy Dorez va devenir, avant 1709, contrôleur des Poudres de la province de Flandre et réside au moulin à poudre de Brebières. En 1720, il est salpêtrier du roi à Lille. Il sera plus tard maître des Postes des Flandres. Vers 1685, il épouse Marie Françoise Chevalier (morte en 1742) avec laquelle  il aura six enfants : René Barthélémy, François Louis, les jumelles Marie-Anne et Marguerite Françoise, Martin Claude et Étienne Joseph.
En 1711, la ville de Lille est aux mains des Hollandais. Barthélémy Dorez cofonde alors la Manufacture de faïence et porcelaine Dorez-Pélissier avec son neveu Pierre Pélissier (1678-1756). Pierre Pélissier vient de la Faïencerie de Saint-Cloud et ils s'installent à Lille à Rivage du Haut. En 1719, Françoise Dorez s'associe à son frère Barthélémy. Quand celui-ci meurt, sa veuve et leur fils aîné, René Barthélémy, poursuivent l'exploitation la manufacture où travaillent également deux autres frères : Martin Claude Dorez (1704-1753) et François Louis Dorez (1700-1739) qui partiront en 1736 à Saint-Amand-les-Eaux pour le premier et à Valenciennes pour le second.
Ils sollicitent auprès des échevins de la ville une avance de fonds et se proposent de « prendre en charge des orphelins de la cité, à qui ils apprendront le métier et la vraie religion, pour les rendre en état de gagner honnêtement leur vie » (24 avril 1711)[réf. nécessaire].
Ils reçurent la permission de s'établir un logement pour six années, et une avance de 2000 florins. En août 1711, Dorez indique aux magistrats que la maison qu'ils leur donnent n'est pas convenable et qu'elle menace ruine. Après avoir fait le tour de la ville depuis quatre mois, il a trouvé à prix convenable une maison faisant cabaret à l'enseigne de La ville de Dunkerque située au petit rivage du haut et appartenant à Monsieur Taviel. Dans une seconde supplique, il se plaint de la modicité de la somme allouée pour construire les fours et demande l'exemption des droits de bière pour la consommation, des tailles et autres droits d'entrée sur le bois tant à présent que lors du renouvellement de la ferme au mois de septembre 1711. Ils furent autorisés à s'installer dans cette bâtisse construite à l'origine pour faire une manufacture d'étoffes et de teintures, sur le Rivage de la haute Deûle. En 1712, Dorez demande le complément du prêt octroyé, à savoir 1500 florins restant, et fait savoir qu'ils ont un four de détruit.
Pierre Pélissier quitte la manufacture en 1716 pour se rendre en Lorraine où il fera souche. En 1720, Dorez adresse une nouvelle requête au Conseil d'État demandant la réduction des droits sur la porcelaine qu'il envoie à Paris. Il reprend son ancienne activité de contrôleur des poudres et est nommé salpêtrier du roi à Lille, laissant sa manufacture à ses enfants. Il meurt à Lille en 1729.
La production de porcelaine tendre s'étend de 1711 à 1730. La manufacture est vendue à Michel Harreng en 1749 et fermera ses portes en 1820.
Une place de Lille porte son nom.

## Caractéristiques
La production de Barthélémy Dorez accuse une ressemblance avec celles de Delft et de Rouen. Son émail blanc brillant et ses décors sont d'une grande qualité. La fabrique de porcelaine a dû être à ses débuts assez proche du travail de Saint-Cloud, Barthélémy Dorez citant Pierre Chicaneau comme sa référence. Par la suite, les décors s'approchent plus du goût local en imitant les décors de Chine et du Japon.
Les terres lilloises sont légères, les émaux épais et couvrants. Les décors à grand feu ornent de la vaisselle, des brocs à bière, des pots dit Jacquots et Jacquelines, des scènes de genre, des coqs, etc.

## Marques
« D » pour Dorez, « L » pour Lille, parfois doublé « LL ».

## Œuvres dans les collections publiques
- Lille, palais des beaux-arts : Table à huit pans ;
- Sèvres, musée national de Céramique : Table à huit pans.